# Tápszentmiklós
Tápszentmiklós (németül: Neudörfl Todthof) község Győr-Moson-Sopron vármegyében, a Pannonhalmi járásban található.

## Fekvése
A Sokorói-dombság déli, az Igmándi-Kisbéri medence nyugati peremén helyezkedik el. Kapcsolata egyértelmű a Bakony tájegységgel. Határos Komárom-Esztergom és Veszprém vármegyével is.
Felszíne változatos. Az alacsony dombokat és a köztük lévő völgyeket homokos, agyagos-löszös, üledék borítja.
Győrtől 27 kilométer távolságra, délkeletre fekszik. Közúton több irányból érhető el: Győr felől a 8222-es, Tatabánya-Kisbér, illetve a 82-es főút veszprémvarsányi szakasza felől pedig a 8218-as úton. Vasúton korábban elérhető volt a Tatabánya–Pápa-vonalon, de itt 2007-ben megszűnt a személyforgalom.

## Története
A község határában népvándorláskori leletekre bukkantak. A tatárjárás előtt a falu helyén Yimár (Ilmar) nevű település állott, ami aztán elpusztult. Zenth Miklus néven 1370-ben tűnik fel, mint a pannonhalmi apátság birtoka. 1527-ben Török Bálint foglalja el. 1618-ban Török Zsuzsannára (Nyáry Pálnéra) száll át. 1626-ban Esterházy Miklósnak adja el. Később a törököké lett. A török kiűzése után ismét az Esterházyaké lett, akik mellett a Miskey és gróf Cseszneky családok rendelkeztek még itt birtokkal.
Katolikus temploma 1751-ben, a református pedig 1835-ben épült. Elemi iskolája mindkét felekezetnek volt. A református iskola 1796-ban, a római katolikus 1867-ben épült. Ekkor a határ nagy része Esterházy Móric grófé volt.
A 20. század elején távíróval és vasútállomással rendelkezett. Körjegyzőségi székhely volt. Az 1900-as évek elején a község három utcából állt. Hozzá tartozott az uradalom belső majorja is. Az 1990-es népszámlálás szerint 1083 lakója volt. A település területe nagyrészt szántóból állt. Volt itt rét, legelő, szőlő és konyhakert. Talaja nagyobbrészt homokos agyag, kisebb része kavicsos. Ekkor a lakosok kizárólag földműveléssel foglalkoztak. Korábban híres lótenyésztők voltak.

### Mai élete
A községnek az 1898-as IV. törvénycikk által megállapított neve Tápszentmiklós.
1969-ben július 1-jétől Táp Községi Közös Tanács társközsége. 1989 év elejével kivált a közös tanácsból és egyidejűleg önálló községi tanácsot alakított, 1990-től pedig önálló önkormányzata van. Címerét Bittmann István helyi tanár tervezte.
Állategészségügyi hatósági feladatok ellátására Tápszentmiklós székhellyel három községgel kötött megállapodást. Társulási formában oldották meg hét községgel közösen az építésügyi hatósági feladatokat, Pázmándfalu székhellyel.

## Közélete

### Polgármesterei
- 1990–1994: Molnár Árpád (független)[3]
- 1994–1998: Molnár Árpád (független)[4]
- 1998–2002: Kovács József (független)[5]
- 2002–2006: Kovács József (független)[6]
- 2006–2010: Kovács József (független)[7]
- 2010–2014: Kovács József (független)[8]
- 2014–2019: Kovács József János (független)[9]
- 2019–2024: Kovács József (független)[10]
- 2024– : Kovács József (Fidesz-KDNP)[1]

## Testvértelepülések
- Pódatejed, Szlovákia

## Népesség
A település népességének változása:
| Lakosok száma | 974  | 978  | 961  | 949  | 888  | 916  | 901  |
|               | 2013 | 2014 | 2015 | 2021 | 2022 | 2023 | 2024 |

A 2011-es népszámlálás során a lakosok 84,7%-a magyarnak, 0,3% cigánynak, 0,3% németnek mondta magát (14,8% nem nyilatkozott; a kettős identitások miatt a végösszeg nagyobb lehet 100%-nál). A vallási megoszlás a következő volt: római katolikus 33,2%, református 35,5%, evangélikus 1,4%, felekezeten kívüli 5,2% (24,1% nem nyilatkozott).
2022-ben a lakosság 91,4%-a vallotta magát magyarnak, 0,5% cigánynak, 0,2% németnek, 0,1% románnak, 1% egyéb, nem hazai nemzetiségűnek (8,6% nem nyilatkozott; a kettős identitások miatt a végösszeg nagyobb lehet 100%-nál). Vallásuk szerint 32,2% volt római katolikus, 27,5% református, 0,8% evangélikus, 0,6% görög katolikus, 0,5% egyéb keresztény, 0,6% egyéb katolikus, 5,4% felekezeten kívüli (32,4% nem válaszolt).

## Nevezetességei
- A község tagja a Szent Miklós Szövetségnek,
- Búzavirág Népdalkör,

## Képtár

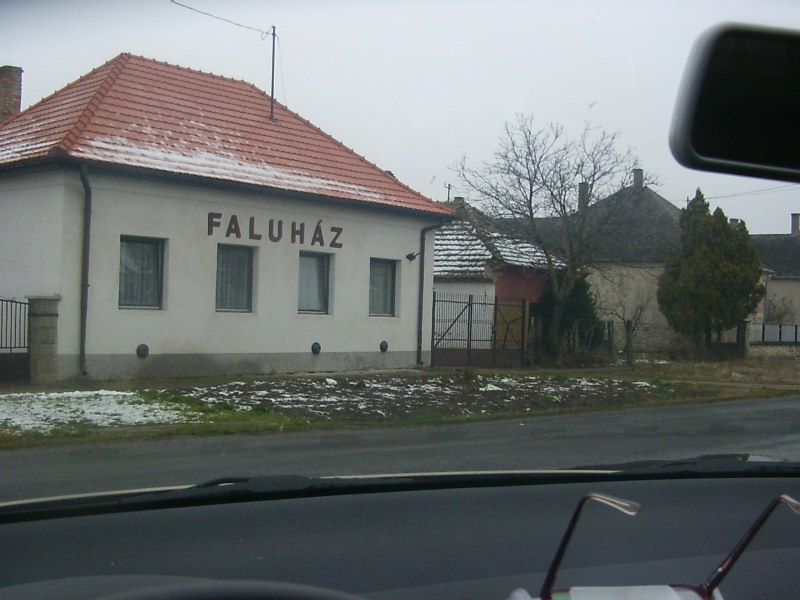
Faluház
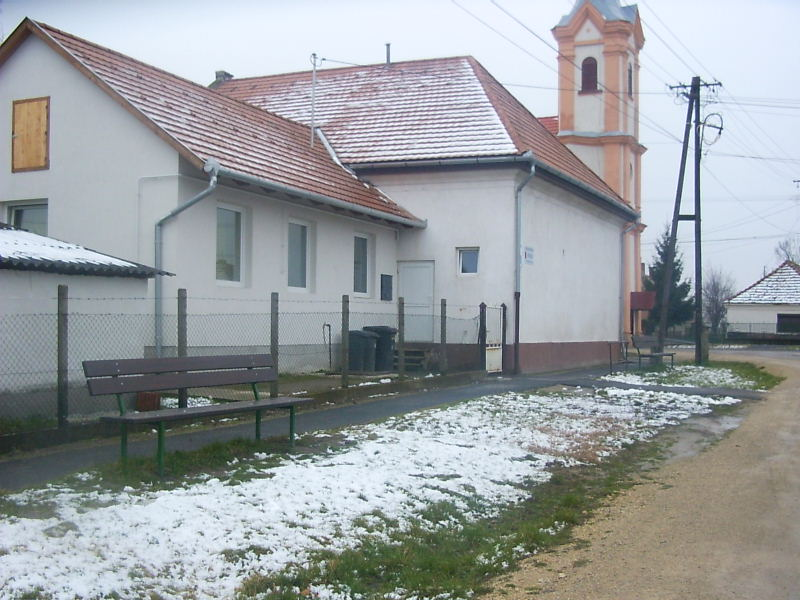
A napköziotthonos óvoda
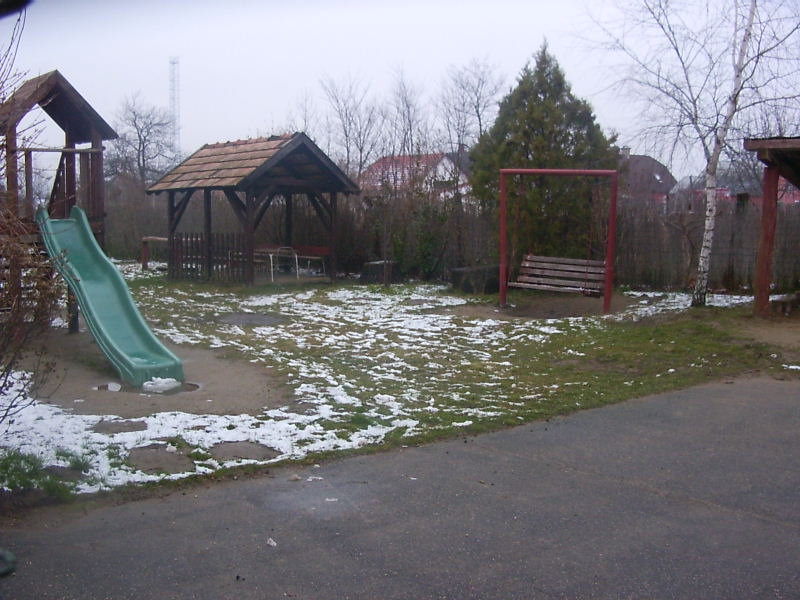
Óvodakert
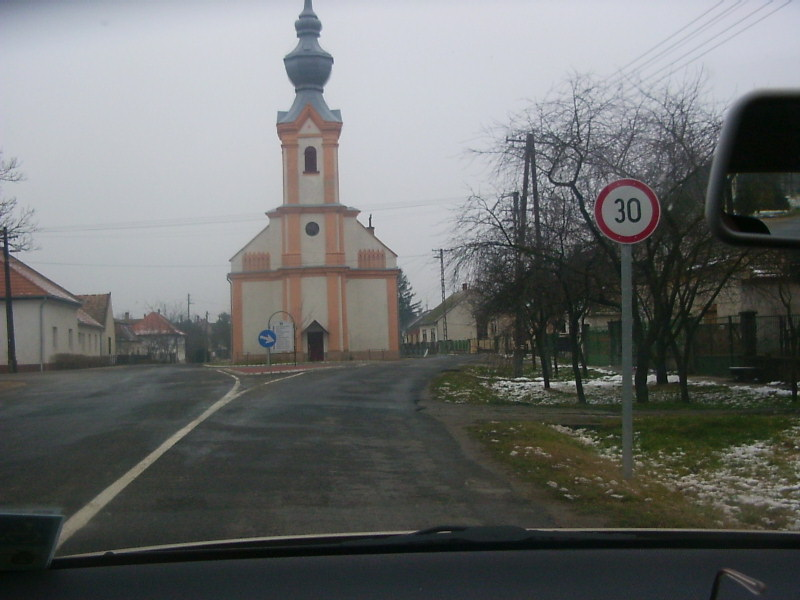
A református templom